# Теодор Бусе
Ернст Херман Аугуст Теодор Бусе (Франкфурт на Одри, 15. децембар 1897 — Валерштајн, 21. октобар 1986) је био немачки пешадијски генерал током Другог светског рата. Најистакнутија улога му је била током битке за Берлин, када је командовао јединицама задуженим за пробијање обруча око града.

## Биографија
Бусе се немачкој царској војсци прикључио 1915. године као кадетски официр. После Првог светског рата био је један од 2 хиљаде официра од 100 војника који су чинили новоформирани Рајхсвер. До 1939. је напредовао и био је на функцији генералштабног официра. У периоду између 1940. и 1942. године, служио је као начелник оперативног штаба генерала Ериха фон Манштајна. Та дужност га је одвела на Источни фронт у команду Једанаесте армије. Након тога је пребачен у команду Групе армија Југ где је остао до 1944. године. Последњих пет месеци рата, Бусе је командовао Деветом армијом, која је била део јединица под командом Јоханеса Бласковица, и чији је циљ био одбрана Берлина.
Након завршетка рата је до 1946. године је био ратни заробљеник, после чега је наставио живот у Валерштајну, где је и умро.